# Ницца-12
Ницца-12 (фр. Nice-12) — упразднённый кантон во Франции, в регионе Прованс — Альпы — Лазурный Берег, департамент Приморские Альпы. Входил в состав округа Ницца. Код INSEE кантона — 06 42.
До марта 2015 года кантон Ницца-12 включал в себя часть коммуны Ницца.

## Население
Население кантона на 2007 год составляло 21 507 человек.
| 1962 | 1968 | 1975 | 1982 | 1990 | 1999   | 2006 | 2007   | 2008 |
| ---- | ---- | ---- | ---- | ---- | ------ | ---- | ------ | ---- |
| —    | —    | —    | —    | —    | 21 624 | —    | 21 507 | —    |

По закону от 17 мая 2013 и декрету от 24 февраля 2014 года количество кантонов в департаменте Приморские Альпы уменьшилось с 52-х до 27-ми. Новое территориальное деление департаментов на кантоны вступило в силу во время выборов 2015 года. После реформы кантон был упразднён.